# Джумуртау (міське селище)
Джумуртау (узб. Жумуртов, Jumurtov) — селище в Узбекистані, в Амудар'їнському районі Республіки Каракалпакстан.
Населення 3835 мешканців (2011).
Розташоване на лівому березі Амудар'ї, біля підніжжя гір Джумуртау. Кінцева залізнична станція лінії від станції Зарпчи. Кам'яний кар'єр.